# Янніс Адетокунбо
Янніс Адетокунбо (грец. Γιάννης Αντετοκούνμπο, нар. 6 грудня 1994, Афіни, Греція) — грецький професійний баскетболіст нігерійського походження, гравець команди НБА Мілвокі Бакс. З ростом 211 см він грає на позиції форварда, але також може грати й на позиції захисника. Під час сезону 2015—2016 він себе зарекомендував як основний розігруючий «Бакс». В сезоні 2016—2017 він переріс до рівня гравця всього майданчика, лідируючи в команді за всіма статистичними показниками. Він став першим гравцем в історії НБА, який увійшов до топ 20 ліги за кожним окремим показником — очками, підбираннями, передачами, перехопленнями та блоками. Чемпіон НБА 2021 року, також Найцінніший гравець фіналу НБА, дворазовий Найцінніший гравець НБА (2019, 2020) та Найкращий захисний гравець НБА (2020).

## Ранні роки
Янніс Адетокунбо народився 6 грудня 1994 року в Афінах, Греція, у сім'ї мігрантів з Нігерії. Три роки перед тим його батьки переїхали з Лагосу до Афін, залишивши свого старшого сина Френсіса з дідусем і бабусею. Незважаючи на те що Адетокунбо та троє з чотирьох його братів народилися в Греції, вони не отримали автоматично грецького громадянства. А до 18 років він взагалі не мав жодних документів, ні грецьких, ні нігерійських.
Адетокунбо виріс в Афінах в районі Сеполія. Баскетболом почав займатися 2007 року, а до 2009 року вже був у молодіжному складі «Філафлітікоса».

## Професійна кар'єра

### Філафлітікос (2012—2013)
2012 року Адетокунбо приєднався до головної команди «Філафлітікоса» та протягом сезону грав за них у другій грецькій лізі.
В грудні 2012 він підписав контракт з БК «Сарагоса», який включав пункт про можливість викупу клубом НБА. Низка інших європейських клубів полювала за ним, включаючи «Барселону» та «Ефес». Контракт починався з сезону 2013—14, тому до цього він вирішив залишитись у «Філафлітікосі». 
Протягом цього сезону, за 26 ігор Адетокунбо набирав в середньому за гру 9,5 очок, 5 підбирань, 1,4 передачі та 1 блок.

### Мілвокі Бакс (2013—дотепер)

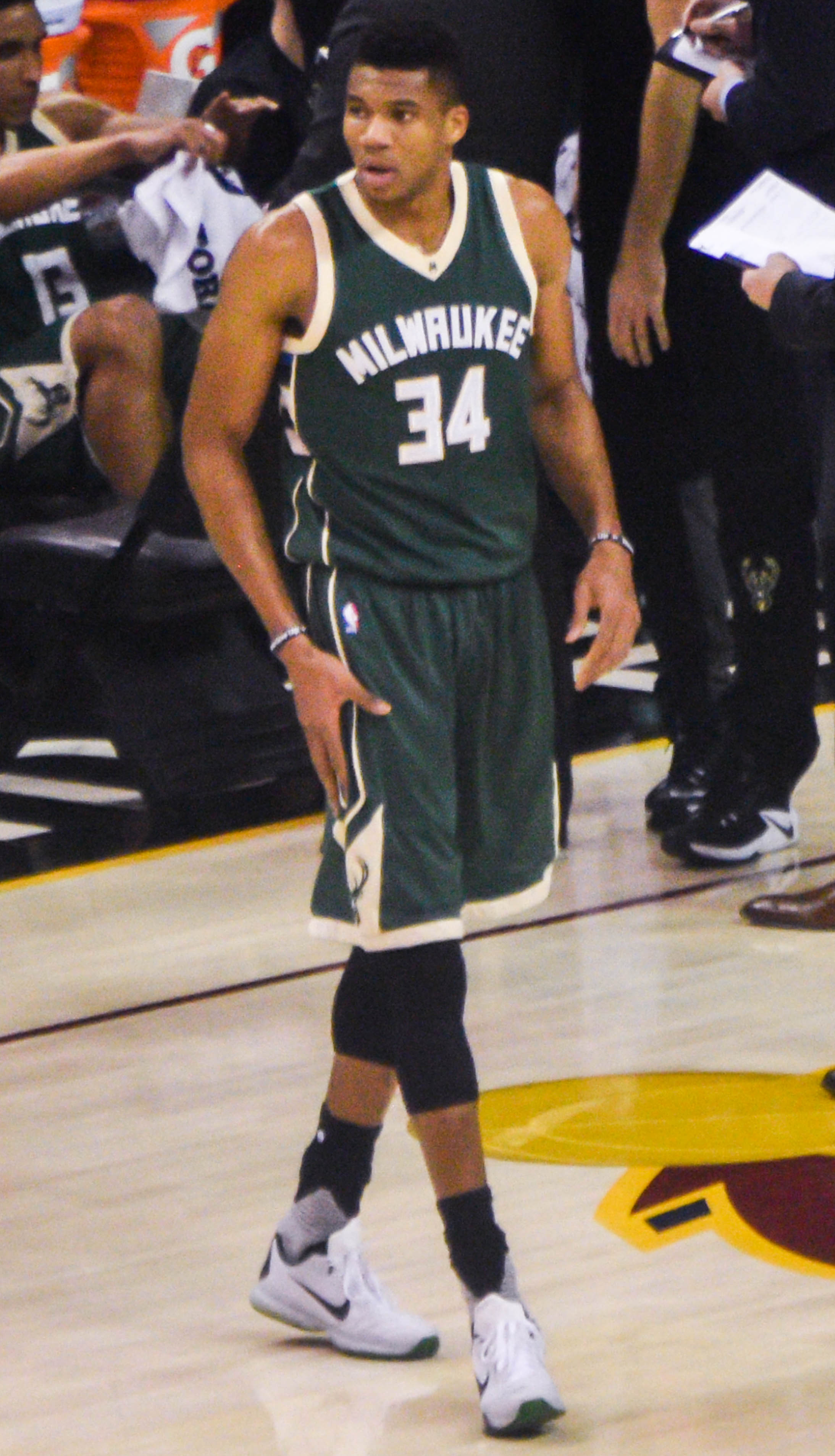
Адетокунбо у 2016

#### Ранні роки (2013—2016)
28 квітня 2013 року стало відомо, що Адетокунбо іде на Драфт-2013. Його обрали «Мілвокі Бакс» у першому раунді під загальним 15-м номером драфту. 30 липня 2013 року він підписав свій перший контракт з командою.
За сезон Адетокунбо провів 77 матчів, за які в середньому за гру набирав 6,8 очок, 4,4 підбирання, 1,9 передачі, 0,8 перехоплення, та 0,8 блока. Він зіграв у 23 матчах з двозначними статистичними показниками та двічі закінчував гру з більш, ніж 10 підбираннями. У нього всього було 61 блок, що було найбільше серед всіх новачків сезону. Він також взяв участь у зірковому уікенді, зігравши в команді-зірок новачків. В кінці сезону він попав до символічної збірної новачків НБА до другої команди.
16 жовтня 2014 року «Бакс» використали опцію продовження контракту Янніса, таким чином розширивши його контракт до сезону 2015—16. 6 лютого 2015 він провів свій найрезультативніший матч на той момент проти «Г'юстон Рокетс», записавши до свого активу 27 очок та 15 підбирань. Через три дні, вперше у кар'єрі, його було названо Гравцем тижня Східної конференції. Пізніше взимку він взяв участь у конкурсі слем-данків на зірковому уікенді. 9 березня він підняв планку своєї результативності, набравши 29 очок у грі проти «Нью-Орлінс Пеліканс». «Бакс» попали у плей-офф, де вилетіли у першому раунді від «Чикаго Буллз» 2:4 у серії. За сезон Адетокунбо в середньому набирав 12,7 очок та 6,7 підбирань у 81 грі.
У жовтні 2015 року «Бакс» знову скористались опцією продовження контракту, ще на один сезон. 15 січня 2016 року у матчі проти «Атланти Гокс» він набрав 28 очок та рекордні для себе 16 підбирань. А 22 лютого, у матчі проти «Лос-Анджелес Лейкерс», у віці 21 року, він записав до активу свій перший трипл-дабл з 27 очками, 12 підбираннями та 10 передачами, ставши наймолодшим гравцем «Бакс», який коли-небудь робив це. В квітні 2016 він набрав свої рекордні 34 очки у матчі проти «Чикаго Буллз».

#### Початок зірковості (2016—2018)
19 вересня 2016 року Адетокунбо та «Бакс» погодили новий контракт на чотири роки, за яким Янніс отримає 100 млн. доларів. А 23 грудня він оновив свій особистий рекорд результативності в матчі проти «Вашингтон Візардс», набравши 39 очок та зробивши 8 підбирань та 6 передач. 19 січня 2017 стало відомо, що Адетокунбо став учасником стартової п'ятірки Матчу всіх зірок.
10 лютого 2017 він встановив свою нову планку результативності, набравши 41 очко у матчі проти «Лос-Анджелес Лейкерс». 19 лютого він став першим з 2004 року гравцем «Бакс», який взяв участь у матчі всіх зірок та першим з 1986 року, хто попав у стартову п'ятірку цього матчу. Він також став першим грецьким баскетболістом, який зіграв у матчі всіх зірок. В самій грі він набрав 30 очок.
Адетокунбо став лідером «Бакс» у п'яти основних статистичних категоріях (очки, підбирання, передачі, перехоплення та блоки), ставши всього п'ятим гравцем в історії НБА, якому це вдалося. До нього це робили Дейв Коуенс, Скотті Піппен, Кевін Гарнетт та Леброн Джеймс. Він також став першим гравцем в історії НБА, який попав до топ 20 ліги по цих статистичних показниках.

15 квітня 2017 року Адетокунбо забив рекордну для себе кількість очок в рамках плей-оф — 28, які допомогли перемогти «Торонто Репторз» 97—83 у першому матчі першого раунду серії. 24 квітня, в п'ятій грі серії він підняв планку результативності в плей-оф, набравши 30 очок, що однак не допомогло «Бакс» перемогти. Через три дні, «Бакс» програли і четверту гру, вилетівши з розіграшу, а сам Адетокунбо провів свій найкращий матч в плей-оф із 34 очками.

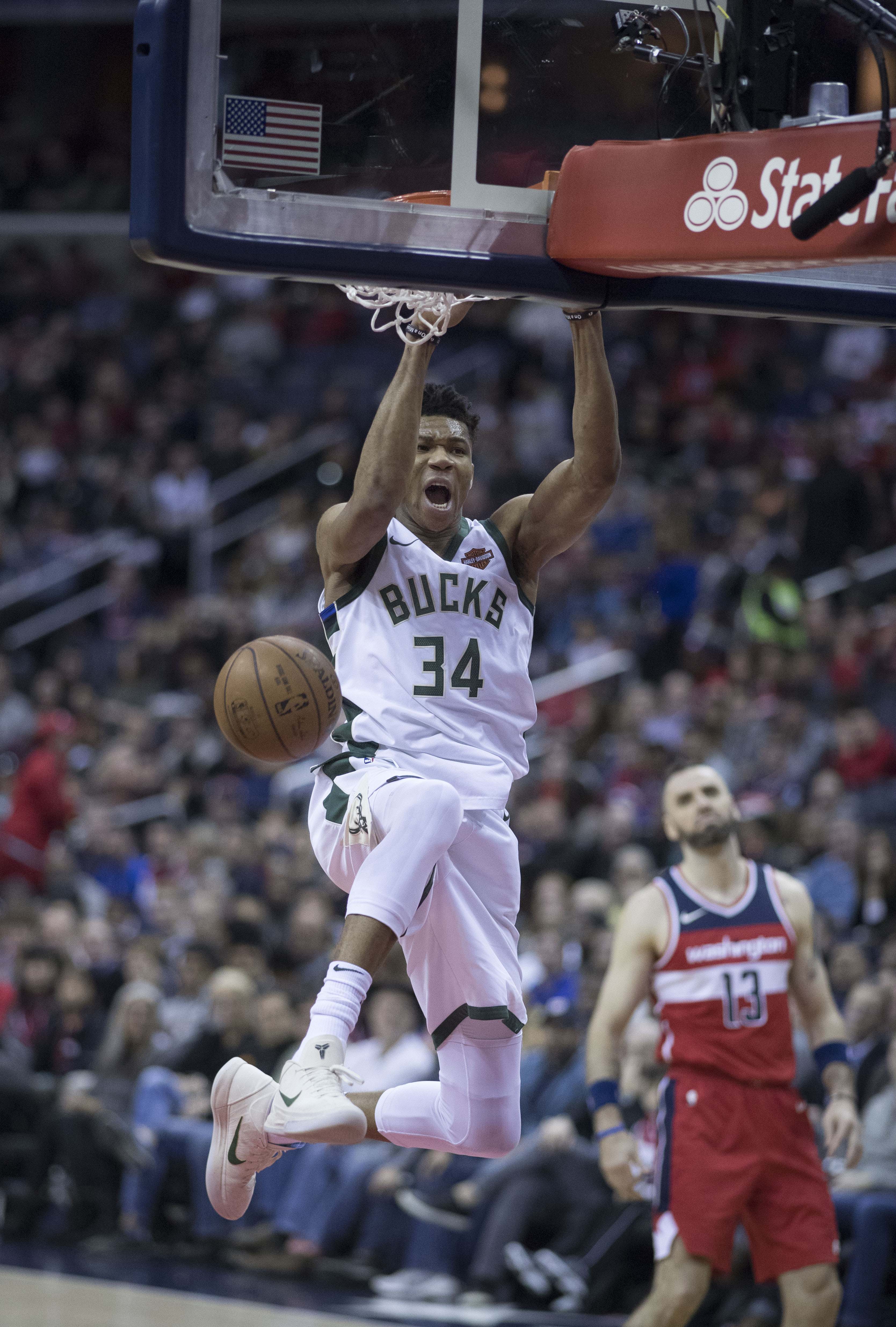
Адетокунбо виконує слем-данк у матчі проти «Вашингтона» 2018

21 жовтня 2017 року у матчі проти «Портленд Трейл Блейзерс» набрав 44 очки, що стало його особистим рекордом. 18 листопада у матчі проти «Даллас Маверікс» зібрав рекордні для себе 17 підбирань при 24 очках. 15 січня 2018 року оновив свій рекорд підбирань, зібравши 20 відскоків у матчі проти «Вашингтон Візардс». 18 січня 2018 року був оголошений гравцем стартового складу на Матч усіх зірок, ставши першим гравцем «Мілвокі» з часів Маркеса Джонсона (1979—1980), який попав у старт на два матчі зірок поспіль. 15 лютого зробив свій перший трипл-дабл у сезоні з 36 очками, 11 підбираннями та 13 асистами та дев'ятий у кар'єрі. Таким чином він став гравцем з найбільшою кількістю трипл-даблів у історії франшизи, обійшовши Каріма Абдул-Джаббара.
Допоміг команді пробитися до плей-оф, де у першому раунді «Мілвокі» зустрівся з «Бостоном» та одразу ж вилетів.

#### Особисте та командне лідерство в лізі (2018—донині)
Сезон 2018—19 Адетокунбо почав вдало, набираючи багато очок та підбирань. У жовтні та листопаді був названий найкращим гравцем Східної конференції. Таким чином він став першим гравцем в історії клубу, який ставав гравцем місяця більше двох разів. 14 грудня 2019 року в матчі проти «Клівленда» повторив своє досягнення з результативності, набравши 44 очки. У грудні знову був названий гравцем місяця конференції. Він також виграв нагороду Найкращого європейського баскетболіста року, ставши другим греком після Нікоса Галіса, якому підкорилось це досягнення.
У лютому вчетверте в сезоні був названий найкращим гравцем місяця Східної конференції. 17 березня 2019 року в матчі проти «Філадельфії» оновив свій рекорд результативності, набравши 52 очки. З його допомогою «Мілвокі» став чемпіоном регулярного сезону. У першому раунді плей-оф команда розгромила «Детройт» у серії з чотирьох ігор. В одному з матчів він набрав 41 очко, ставши лише п'ятим гравцем в історії клубу, якому підкорялась позначка 40 очок (іншими були Карім Абдул-Джаббар, Террі Каммінгс, Рей Аллен та Майкл Редд). У другому раунді «Бакс» обіграли «Бостон», але у фіналі Східної конференції програли «Торонто» 2—4.
За підсумками сезону Адетокунбо отримав нагороду Найціннішого гравця НБА. Він став другим гравцем в історії клубу після Каріма Абдул-Джаббара, який отримував цю нагороду та третім наймолодшим гравцем в історії НБА після Дерріка Роуза та Леброна Джеймса.
Наступного сезону продовжив демонструвати впевнену гру. 23 січня 2020 року був названий капітаном команди Матчу всіх зірок НБА. Сезон 2019—2020 був перерваний пандемією коронавірусної хвороби, але відновився в липні матчами в так званій «бульбашці» в Орландо. «Бакс» стали першими сіяними в Східній конференції, проте вилетіли в другому раунді плей-оф від майбутнього фіналіста НБА «Маямі Гіт». За підсумками року Адетокунбо виграв свою другу поспіль нагороду Найціннішого гравця НБА. Він також був визнаний Найкращим захисним гравцем НБА, ставши в один рядок з Хакімом Оладжувоном та Майклом Джорданом, яким також вдавалось виграти ці дві нагороди в один рік.
Взимку 2021 року став першим не американцем, який отримав нагороду Найціннішого гравця матчу всіх зірок НБА. Протягом сезону допоміг команді дійти до фіналу НБА та обіграти там «Фінікс Санз», ставши чемпіоном ліги. Був визнаний Найціннішим гравцем фіналу НБА, приєднавшись до Хакіма Оладжувона та Майкла Джордана як до єдиних гравців у історії, ком вдалося отримати за свою кар'єру нагороди Найціннішого гравця фіналу НБА, Найціннішого гравця НБА та Найкращого захисного гравця НБА.
Навесні 2022 року став найкращим бомбардиром в історії клубу, обійшовши за цим показником Каріма Абдул-Джаббара. Допоміг команді дійти до другого раунду плей-оф, де «Бакс» програли «Бостону».

## Ігрова статистика
| †             | Позначає сезон, в якому ставав чемпіоном НБА |
| double-dagger | Рекорд НБА                                   |

### НБА

#### Регулярний сезон
| Сезон            | Команда          | GP  | GS  | MPG  | FG%  | 3P%  | FT%  | RPG  | APG | SPG | BPG | PPG  |
| ---------------- | ---------------- | --- | --- | ---- | ---- | ---- | ---- | ---- | --- | --- | --- | ---- |
| 2013–14          | Мілвокі          | 77  | 23  | 24.6 | .414 | .347 | .683 | 4.4  | 1.9 | .8  | .8  | 6.8  |
| 2014–15          | Мілвокі          | 81  | 71  | 31.4 | .491 | .159 | .741 | 6.7  | 2.6 | .9  | 1.0 | 12.7 |
| 2015–16          | Мілвокі          | 80  | 79  | 35.3 | .506 | .257 | .724 | 7.7  | 4.3 | 1.2 | 1.4 | 16.9 |
| 2016–17          | Мілвокі          | 80  | 80  | 35.6 | .522 | .272 | .770 | 8.7  | 5.4 | 1.6 | 1.9 | 22.9 |
| 2017–18          | Мілвокі          | 75  | 75  | 36.7 | .529 | .307 | .760 | 10.0 | 4.8 | 1.5 | 1.4 | 26.9 |
| 2018–19          | Мілвокі          | 72  | 72  | 32.8 | .578 | .256 | .729 | 12.5 | 5.9 | 1.3 | 1.5 | 27.7 |
| 2019–20          | Мілвокі          | 63  | 63  | 30.4 | .553 | .304 | .633 | 13.6 | 5.6 | 1.0 | 1.0 | 29.5 |
| 2020–21†         | Мілвокі          | 61  | 61  | 33.0 | .569 | .303 | .685 | 11.0 | 5.9 | 1.2 | 1.2 | 28.1 |
| 2021–22          | Мілвокі          | 67  | 67  | 32.9 | .553 | .293 | .722 | 11.6 | 5.8 | 1.1 | 1.4 | 29.9 |
| Кар'єра          | Кар'єра          | 656 | 591 | 32.6 | .535 | .288 | .718 | 9.4  | 4.6 | 1.2 | 1.3 | 21.8 |
| Матчі усіх зірок | Матчі усіх зірок | 6   | 6   | 25.5 | .714 | .316 | .667 | 9.0  | 3.5 | 1.5 | 1.0 | 29.0 |

#### Плей-офф
| Сезон   | Команда | GP | GS | MPG  | FG%  | 3P%  | FT%  | RPG  | APG | SPG | BPG | PPG  |
| ------- | ------- | -- | -- | ---- | ---- | ---- | ---- | ---- | --- | --- | --- | ---- |
| 2015    | Мілвокі | 6  | 6  | 33.5 | .366 | .000 | .739 | 7.0  | 2.7 | .5  | 1.5 | 11.5 |
| 2017    | Мілвокі | 6  | 6  | 40.5 | .536 | .400 | .543 | 9.5  | 4.0 | 2.2 | 1.7 | 24.8 |
| 2018    | Мілвокі | 7  | 7  | 40.0 | .570 | .286 | .691 | 9.6  | 6.3 | 1.4 | .9  | 25.7 |
| 2019    | Мілвокі | 15 | 15 | 34.3 | .492 | .327 | .637 | 12.3 | 4.9 | 1.1 | 2.0 | 25.5 |
| 2020    | Мілвокі | 9  | 9  | 30.8 | .559 | .325 | .580 | 13.8 | 5.7 | .7  | .9  | 26.7 |
| 2021†   | Мілвокі | 21 | 21 | 38.1 | .569 | .186 | .587 | 12.8 | 5.1 | 1.0 | 1.2 | 30.2 |
| 2022    | Мілвокі | 12 | 12 | 37.3 | .491 | .220 | .679 | 14.2 | 6.8 | .7  | 1.3 | 31.7 |
| Кар'єра | Кар'єра | 76 | 76 | 36.3 | .527 | .264 | .626 | 12.0 | 5.2 | 1.0 | 1.4 | 26.8 |

## Національна збірна
2014 року Адетокунбо вперше зіграв за Національну збірну Греції, допомігши їй стати дев'ятою на Чемпіонаті світу 2014. Провівши шість ігор, він набирав в середньому 6,3 очка та 4,3 підбирання з реалізацією кидків 45.8%.
На Євробаскеті 2015 Греція з Адетокунбо дійшла до чверть-фіналу, де поступилася Іспанії. Янніс завершив чемпіонат з трьома трипл-даблами та рекордними 17 підбираннями в матчі проти Іспанії. У восьми іграх він набирав в середньому 9,8 очок, 6,9 підбирань та 1,1 передачу. 
2018 року провів 38 матчів за свою збірну, де набирав 9,8 очок за матч.
2019 року взяв участь у Чемпіонаті світу, де набирав 14,8 очок та 8,8 підбирань за матч. Проте команда зайняла лише 11 місце.
На Євробаскеті 2022 допоміг команді дійти до чвертьфіналу, де Греція програла Німеччині. На турнірі набирав 29,3 очок, 8,8 підбирань та 4,7 асистів за матч. Став найкращим бомбардиром турніру, а також був включений до його першої збірної.

## Особисте життя
Адетокунбо офіційно отримав грецьке громадянство 9 травня 2013 року. Його псевдонім — Грецький скажений (Greek Freak).
Батько Янніса Чарльз — колишній нігерійський футболіст, а мати Вероніка — стрибунка у висоту. Кожному своєму сину батьки дали по два імені — грецькому та нігерійському. У Янніса нігерійське ім'я — Уго (Ougko). У Янніса є двоє старших братів Френсіс і Танасіс, а також двоє молодших — Костас і Алексіс.  2014 року вся сім'я Адетокунбо переїхала з Греції до Мілвокі.
10 лютого 2020 року його дівчина Марайя Ріддлспріггер народила сина Ліама Чарльза. 